# 8-环戊基-1,3-二丙基黄嘌呤
8-环戊基-1,3-二丙基黄嘌呤（缩写：DPCPX，开发代号：PD-116,948）是一种含氮有机化合物，分子式C16H24N4O2，可作为腺苷A1受體的高效与选择性的拮抗剂。